# Gerhard Kahlo
Gerhard Kahlo (* 29. Dezember 1893 in Magdeburg; † 18. Juli 1974 in Cottbus) war ein deutscher Linguist, Hochschullehrer und Schriftsteller. In Magdeburg schloss sich Kahlo der Künstlergruppe Die Kugel an. Sein sehr umfangreiches wissenschaftliches Werk, in dem neben zahlreichen Veröffentlichungen über asiatische und europäische Sprachen auch eine große Zahl germanistischer und volkskundlicher Arbeiten hervorzuheben sind, bezieht sich auch auf das Magdeburger Gebiet, wie in „Niedersächsische Sagen“ von 1923.

## Leben
Gerhard Kahlo studierte nach dem Besuch des Pädagogiums am Kloster Unser Lieben Frauen in Magdeburg Klassische Philologie, Germanistik, Geschichte und Philosophie in Göttingen und Jena, wo er sich mit europäischen und asiatischen Sprachen beschäftigte.
Bereits während des Ersten Weltkrieges war Kahlo politisch motiviert und trat dem Arbeiter-und-Soldaten-Rat der Universität Jena bei. Später wurde er USPD-Mitglied und schloss sich – nach deren Auflösung – dem Leninbund an. Nach dem Weltkrieg trat er der Magdeburger Künstlervereinigung „Die Kugel“ bei und übernahm kurzzeitig ein Lehramt am Gymnasium in Salzwedel. Nach 1933 hatte Kahlo aufgrund seiner politischen Haltung erhebliche Schwierigkeiten Anstellungen zu finden.
Kahlo schrieb für die von der Reichsschrifttumskammer herausgegebene Zeitschrift Der deutsche Schriftsteller.
1945 trat Kahlo der KPD bei, bildete Neulehrer aus und setzte sich für den Schulausbau im Kreis Belzig ein. 1952 war er Dozent an der Lehrerbildungsanstalt Wiesenburg/Priegnitz sowie Lehrer in Wittenberg und Senftenberg. 1953 wurde Kahlo Professor für Volkskunde an der Humboldt-Universität zu Berlin und kurz darauf an das Ostasiatische Institut der Karl-Marx-Universität Leipzig berufen, wo er sich intensiv mit malayo-polynesischen Sprachen befasste und Standardwerke für Lehre und Forschung schuf.
Sein Nachlass befindet sich im Literaturhaus Magdeburg.

## Literarisches Schaffen
Kahlo veröffentlichte Erzählungen, Gedichte, Märchen und Sagen, Romane und Bühnenstücke, auch Übersetzungen und Bearbeitungen von Bühnenwerken (Iffland, von Arnim).

## Ehrungen
- 1969 Ehrenmitglied des International Council of Onomastic Sciences (I.C.O.S.)